# Ross Case
Ross Case (Toowoomba, Queensland, Austràlia, 1 de novembre de 1951) és un tennista australià retirat.
En el seu palmarès destaquen dos títols de Grand Slam en la modalitat de dobles masculins, un Open d'Austràlia (1974) i un Wimbledon (1977), d'una total de sis finals disputades. Va guanyar un total de cinc títols individuals i vint en dobles masculins que li van permetre arribar al catorzè lloc del rànquing individual. Va formar part de l'equip australià de Copa Davis en diverses edicions.

## Torneigs de Grand Slam

### Dobles masculins: 6 (2−4)
| Resultat  | Núm. | Any  | Campionat            | Parella       | Oponents                   | Marcador                |
| --------- | ---- | ---- | -------------------- | ------------- | -------------------------- | ----------------------- |
| Finalista | 1.   | 1972 | Open d'Austràlia     | Geoff Masters | Owen Davidson Ken Rosewall | 6−3, 6−7, 3−6           |
| Guanyador | 1.   | 1974 | Open d'Austràlia     | Geoff Masters | Syd Ball Bob Giltinan      | 6−7, 6−3, 6−4           |
| Finalista | 2.   | 1976 | Open d'Austràlia (2) | Geoff Masters | John Newcombe Tony Roche   | 6−7, 4−6                |
| Finalista | 3.   | 1976 | Wimbledon            | Geoff Masters | Owen Davidson Ken Rosewall | 6−3, 3−6, 6−8, 6−2, 5−7 |
| Guanyador | 2.   | 1977 | Wimbledon            | Geoff Masters | John Alexander Phil Dent   | 6−3, 6−4, 3−6, 8−9, 6−4 |
| Finalista | 4.   | 1979 | Roland Garros        | Phil Dent     | Gene Mayer Sandy Mayer     | 4−6, 4−6, 4−6           |

## Palmarès

### Individual: 10 (5−5)
| Títols per superfície |
| --------------------- |
| Dura (3−2)            |
| Gespa (1−1)           |
| Terra batuda (0−1)    |
| Moqueta (1−1)         |

| Resultat  | Núm. | Data                   | Torneig                     | Superfície   | Oponent            | Marcador      |
| --------- | ---- | ---------------------- | --------------------------- | ------------ | ------------------ | ------------- |
| Guanyador | 1.   | 1969                   | Seattle, Estats Units       | Dura         | Warren Farmer      | 3−6, 6−1, 6−3 |
| Finalista | 1.   | 2 d'agost de 1971      | Hilversum, Països Baixos    | Terra batuda | Gerald Battrick    | 3−6, 4−6, 7−9 |
| Guanyador | 2.   | 15 d'octubre de 1973   | Manila, Filipines           | Dura         | Geoff Masters      | 6−1, 6−0      |
| Finalista | 2.   | 5 de novembre de 1973  | Jakarta, Indonèsia          | Dura         | John Newcombe      | 6−7, 6−7, 3−6 |
| Guanyador | 3.   | 23 de setembre de 1974 | San Francisco, Estats Units | Moqueta (i)  | Arthur Ashe        | 6−3, 5−7, 6−4 |
| Finalista | 3.   | 12 de maig de 1975     | Las Vegas, Estats Units     | Dura         | Roscoe Tanner      | 7−5, 5−7, 6−7 |
| Guanyador | 4.   | 27 d'octubre de 1975   | Manila (2)                  | Dura         | Corrado Barazzutti | 6−3, 6−1      |
| Guanyador | 5.   | 22 de desembre de 1975 | Sydney, Austràlia           | Gespa        | John Marks         | 6−2, 6−1      |
| Finalista | 4.   | 19 d'abril de 1976     | Denver, Estats Units        | Moqueta (i)  | Jimmy Connors      | 6−7, 2−6      |
| Finalista | 5.   | 8 d'octubre de 1979    | Brisbane, Austràlia         | Gespa        | Phil Dent          | 6−7, 2−6, 3−6 |

### Dobles masculins: 41 (20−21)
| Títols per superfície |
| --------------------- |
| Dura (8−5)            |
| Gespa (4−3)           |
| Terra batuda (3−7)    |
| Moqueta (5−6)         |

| Resultat  | Núm. | Data                   | Torneig                     | Superfície   | Parella        | Oponents                                  | Marcador                |
| --------- | ---- | ---------------------- | --------------------------- | ------------ | -------------- | ----------------------------------------- | ----------------------- |
| Finalista | 1.   | 9 de gener de 1972     | Open d'Austràlia, Austràlia | Gespa        | Geoff Masters  | Owen Davidson Ken Rosewall                | 6−3, 6−7, 3−6           |
| Guanyador | 1.   | 18 de setembre de 1972 | Seattle, Estats Units       | Dura         | Geoff Masters  | Jean-Baptiste Chanfreau Wanaro N'Godrella | 4−6, 7−6, 6−4           |
| Guanyador | 2.   | 4 de desembre de 1972  | Brisbane, Austràlia         | Dura         | Geoff Masters  | Georges Goven Wanaro N'Godrella           | 6−2, 6−7, 6−2, 7−6      |
| Finalista | 2.   | 4 de juny de 1973      | Roma, Itàlia                | Terra batuda | Geoff Masters  | John Newcombe Tom Okker                   | 2−6, 3−6, 4−6           |
| Guanyador | 3.   | 23 de juliol de 1973   | Washington DC, Estats Units | Terra batuda | Geoff Masters  | Dick Crealy Andrew Pattison               | 2−6, 6−1, 6−4           |
| Finalista | 3.   | 22 d'octubre de 1973   | Teheran, Iran               | Terra batuda | Geoff Masters  | Rod Laver John Newcombe                   | 6−7, 2−6                |
| Guanyador | 4.   | 9 de gener de 1974     | Open d'Austràlia            | Gespa        | Geoff Masters  | Syd Ball Bob Giltinan                     | 6−7, 6−3, 6−4           |
| Finalista | 4.   | 18 de febrer de 1974   | Hempstead, Estats Units     | Dura         | Geoff Masters  | Jeff Borowiak Dick Crealy                 | 7−6, 4−6, 4−6           |
| Finalista | 5.   | 22 d'abril de 1974     | St. Louis, Estats Units     | Terra batuda | Geoff Masters  | Ismail El Shafei Brian Fairlie            | 6−7, 7−6, 6−7           |
| Guanyador | 5.   | 16 de setembre de 1974 | Los Angeles, Estats Units   | Dura         | Geoff Masters  | Brian Gottfried Raúl Ramírez              | 6−3, 6−2                |
| Guanyador | 6.   | 21 d'octubre de 1974   | Sydney, Austràlia           | Dura (i)     | Geoff Masters  | John Newcombe Tony Roche                  | 6−4, 6−4                |
| Guanyador | 7.   | 18 de novembre de 1974 | Manila, Filipines           | Dura         | Syd Ball       | Mike Estep Marcello Lara                  | 6−3, 7−6, 9−7           |
| Guanyador | 8.   | 10 de març de 1975     | São Paulo, Brasil           | Moqueta (i)  | Geoff Masters  | Brian Gottfried Raúl Ramírez              | 6−7, 7−6, 7−6           |
| Guanyador | 9.   | 17 de març de 1975     | Caracas, Veneçuela          | Dura         | Geoff Masters  | Brian Gottfried Raúl Ramírez              | 7−5, 4−6, 6−2           |
| Finalista | 6.   | 7 d'abril de 1975      | St. Louis (2)               | Terra batuda | Geoff Masters  | Colin Dibley Ray Ruffels                  | 4−6, 4−6                |
| Guanyador | 10.  | 6 d'octubre de 1975    | Melbourne, Austràlia        | Gespa        | Geoff Masters  | Brian Gottfried Raúl Ramírez              | 6−4, 6−0                |
| Finalista | 7.   | 20 d'octubre de 1975   | Sydney                      | Dura (i)     | Geoff Masters  | Brian Gottfried Raúl Ramírez              | 4−6, 2−6                |
| Finalista | 8.   | 26 d'octubre de 1975   | Perth, Austràlia            | Dura         | Geoff Masters  | Brian Gottfried Raúl Ramírez              | 6−2, 4−6, 4−6, 0−6      |
| Guanyador | 11.  | 27 d'octubre de 1975   | Manila (2)                  | Dura         | Geoff Masters  | Syd Ball Kim Warwick                      | 6−1, 6−2                |
| Finalista | 9.   | 8 de gener de 1976     | Open d'Austràlia (2)        | Gespa        | Geoff Masters  | John Newcombe Tony Roche                  | 6−7, 4−6                |
| Finalista | 10.  | 15 de gener de 1976    | Monterrey, Mèxic            | Moqueta (i)  | Geoff Masters  | Brian Gottfried Raúl Ramírez              | 2−6, 6−4, 3−6           |
| Finalista | 11.  | 17 de març de 1976     | Jackson, Estats Units       | Moqueta (i)  | Geoff Masters  | Brian Gottfried Raúl Ramírez              | 5−7, 6−4, 0−6           |
| Guanyador | 12.  | 29 de març de 1976     | São Paulo (2)               | Moqueta (i)  | Geoff Masters  | Charlie Pasarell Allan Stone              | 7−5, 6−1                |
| Finalista | 12.  | 21 de juny de 1976     | Wimbledon, Regne Unit       | Gespa        | Geoff Masters  | Owen Davidson Ken Rosewall                | 6−3, 3−6, 6−8, 6−2, 5−7 |
| Guanyador | 13.  | 15 de novembre de 1976 | Manila (3)                  | Dura         | Geoff Masters  | Anand Amritraj Corrado Barazzutti         | 6−0, 6−1                |
| Finalista | 13.  | 17 de gener de 1977    | Baltimore, Estats Units     | Moqueta (i)  | Jan Kodeš      | Ion Țiriac Guillermo Vilas                | 3−6, 7−6, 4−6           |
| Finalista | 14.  | 31 de gener de 1977    | Richmond, Estats Units      | Moqueta (i)  | Tony Roche     | Wojtek Fibak Tom Okker                    | 4−6 4−6                 |
| Finalista | 15.  | 14 de febrer de 1977   | Toronto, Canadà             | Moqueta (i)  | Tony Roche     | Wojtek Fibak Tom Okker                    | 4−6 1−6                 |
| Guanyador | 14.  | 28 de febrer de 1977   | Monterrey                   | Moqueta (i)  | Wojtek Fibak   | Billy Martin Bill Scanlon                 | 3−6, 6−3, 6−4           |
| Guanyador | 15.  | 20 de juny de 1977     | Wimbledon                   | Gespa        | Geoff Masters  | John Alexander Phil Dent                  | 6−3, 6−4, 3−6, 8−9, 6−4 |
| Finalista | 16.  | 17 d'octubre de 1977   | Sydney (2)                  | Dura (i)     | Geoff Masters  | John Newcombe Tony Roche                  | 7−6, 3−6, 1−6           |
| Guanyador | 16.  | 28 d'octubre de 1978   | Tòquio, Japó                | Moqueta (i)  | Geoff Masters  | Pat Dupré Tom Gorman                      | 6−3, 6−4                |
| Guanyador | 17.  | 30 d'octubre de 1978   | Tòquio, Japó                | Terra batuda | Geoff Masters  | Željko Franulović Buster Mottram          | 6−2, 4−6, 6−1           |
| Finalista | 17.  | 20 de novembre de 1978 | Manila                      | Terra batuda | Chris Kachel   | Sherwood Stewart Brian Teacher            | 3−6, 6−7                |
| Finalista | 18.  | 26 de març de 1979     | Dayton, Estats Units        | Moqueta      | Phil Dent      | Cliff Drysdale Bruce Manson               | 6−3, 3−6, 6−7           |
| Finalista | 19.  | 28 de maig de 1979     | Roland Garros, França       | Terra batuda | Phil Dent      | Gene Mayer Sandy Mayer                    | 4−6, 4−6, 4−6           |
| Guanyador | 18.  | 8 d'octubre de 1979    | Brisbane (2)                | Gespa        | Geoff Masters  | John James Chris Kachel                   | 7−6, 6−2                |
| Guanyador | 19.  | 13 d'octubre de 1980   | Pequín, Xina                | Moqueta      | Jaime Fillol   | Andy Kohlberg Larry Stefanki              | 6−2, 7−6                |
| Guanyador | 20.  | 20 d'octubre de 1980   | Tòquio (2)                  | Terra batuda | Jaime Fillol   | Terry Moor Eliot Teltscher                | 6−3, 3−6, 6−4           |
| Finalista | 20.  | 23 de febrer de 1981   | Ciutat de Mèxic, Mèxic      | Terra batuda | John Alexander | John Newcombe Tony Roche                  | 7−6, 3−6, 1−6           |
| Finalista | 21.  | 10 d'agost de 1981     | Cleveland, Estats Units     | Dura         | Syd Ball       | Marty Davis Chris Dunk                    | 3−6, 4−6                |

## Trajectòria

### Individual
| Open d'Austràlia | 3R | 2R | A | 1R | 3R | 3R | SF | 1R | QF | QF | A  | 2R | 1R | 1R | A   | 1R  | 0 / 13 |  |
| Roland Garros | A  | A  | A | 2R | A  | 2R | A  | A  | A  | A  | A  | A  | 3R | 1R | 1R  | A   | 0 / 5  |  |
| Wimbledon | A  | A  | A | 3R | A  | A  | 2R | 3R | 2R | 1R | 1R | 2R | 3R | 2R | 2R  | A   | 0 / 9  |  |
| US Open | A  | A  | A | 2R | 3R | 4R | 1R | 3R | 2R | 1R | 1R | 1R | 1R | 3R | 1R  | A   | 0 / 11 |  |
| Rànquing a final d'any |    |    |   |    |    | 42 | 29 | 29 | 45 | 55 | 55 | 89 | 74 | 91 | 163 | 215 |        |  |
| Llegenda: G: Guanyador; F: Finalista; SF: Semifinalista; QF: Quarts de final; Q: Qualificació; A: Absent; RR: Round Robin |    |    |   |    |    |    |    |    |    |    |    |    |    |    |     |     |        |  |

### Dobles masculins
| Torneig | 1968 | 1969 | 1970 | 1971 | 1972 | 1973 | 1974 | 1975 | 1976 | 1977 | 1977 | 1978 | 1979 | 1980 | 1981 | 1982 | 1983 | Títols |
| --- | ---- | ---- | ---- | ---- | ---- | ---- | ---- | ---- | ---- | ---- | ---- | ---- | ---- | ---- | ---- | ---- | ---- | ------ |
| Open d'Austràlia | QF   | 1R   | A    | 3R   | F    | SF   | G    | 1R   | F    | QF   | A    | 3R   | QF   | 1R   | A    | 3R   | 1R   | 1 / 14 |
| Roland Garros | A    | A    | 2R   | 1R   | 1R   | 1R   | A    | A    | A    | A    | A    | A    | F    | 3R   | 1R   | A    | A    | 0 / 7  |
| Wimbledon | A    | A    | 1R   | 3R   | A    | A    | 1R   | QF   | F    | G    | G    | 2R   | QF   | 2R   | 1R   | A    | QF   | 1 / 11 |
| US Open | A    | A    | A    | 1R   | 3R   | 2R   | QF   | 1R   | 3R   | 1R   | 1R   | 3R   | 1R   | A    | 1R   | A    | 1R   | 0 / 11 |
| Llegenda: G: Guanyador; F: Finalista; SF: Semifinalista; QF: Quarts de final; Q: Qualificació; A: Absent; RR: Round Robin |      |      |      |      |      |      |      |      |      |      |      |      |      |      |      |      |      |        |